# Anton Bruckner

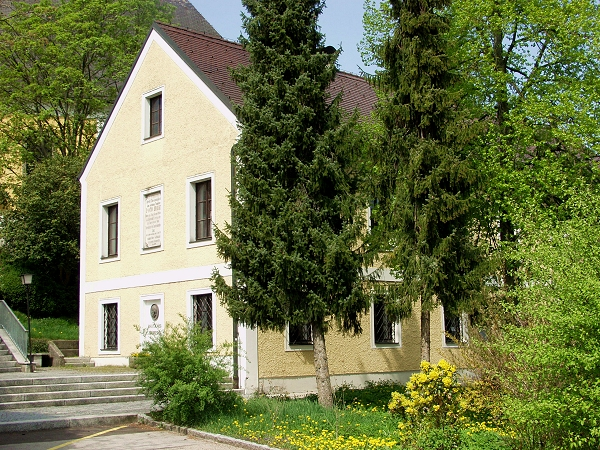
Bruckners födelsehus i Ansfelden.

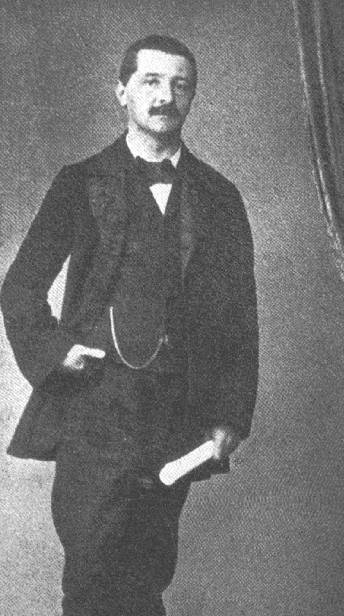
Anton Bruckner i Wien 1854.

Anton Bruckner, född 4 september 1824 i Ansfelden, en förort till Linz, död 11 oktober 1896 i Wien, var en österrikisk tonsättare och organist.

## Biografi
Bruckners far, som var lärare i hemorten, var musikalisk och var den som gav Anton den första undervisningen i musik. Fadern avled när Anton var tolv år gammal, och för att få lite hjälp med försörjningen lät modern honom bli korgosse i ett kloster. Han fick där undervisning i pianospel och generalbas.
Vid 17 års ålder anställdes Bruckner som hjälplärare med en lön på två gulden i månaden. Hans stora intresse var fortfarande musiken, och all sin lediga tid ägnade han åt att skriva av Johann Sebastian Bachs Kunst der Fuge för att han bättre skulle kunna sätta sig in i verket. Han förbättrade sin ekonomi genom att spela dansmusik vid bondbröllop och sköta orgelspel i kyrkan vid högtider. Efter en tid fick han en bättre avlönad plats på en annan skola, och det gjorde att han kunde ägna sig mera åt sina kompositionsförsök. Under hela sin ungdom tog han lektioner i musik, och blev så småningom en mycket skicklig musiker.
Tack vare sin färdighet i orgelspel och sitt stora teoretiska kunnande blev Bruckner 1856 organist vid domkyrkan i Linz. År 1868 inträffade en mycket betydelsefull förändring av hans liv i och med tillträdandet av en tjänst som lärare i komposition vid Konservatoriet i Wien, där han då också bosatte sig. Han hade mycket enkla vanor, och han hade därför svårt att finna sig tillrätta i huvudstaden Wien med dess nöjesliv. 
Bruckners svåra tid inträdde i samband med den strid, som uppstod kring Richard Wagner och hans musik. Bruckner hade ända upp i 40-årsåldern varit helt okunnig om Wagners musik. Han fick vid ett tillfälle höra Tannhäuser och blev totalt tagen av musiken. Efter detta beundrade han Wagner och började brevväxla med honom. Han fick till och med låna partituret till Wagners Mästersångarna i Nürnberg och uppförde operan i Linz före uruppförandet i München. Den häftiga strid, som rådde bland musikkritiker med flera var tillräcklig för att smitta av sig på synen på Bruckner; alla Wagners mäktiga fiender gav sig också på Bruckner. Så länge som han agerade som musiker och organist hade han inga större problem, men då han framträdde med sina egenhändigt komponerade symfonier fick konflikten obehagliga följder. Uppförandena i Wien blev konstanta misslyckanden på grund av framför allt uttalanden från en viktig musikkritiker, Eduard Hanslick, som samtidigt var Wagnerhatare. Det blev inte bättre av att Wagner framförde sin synpunkt att Bruckner var den ende verklige symfonikern efter Beethoven. Samtidigt var Bruckner en uppskattad lärare i komposition vid konservatoriet; till hans elever hörde Hugo Wolf och Gustav Mahler, som tog djupa intryck av hans musik.
Omkring 1880 började pendeln svänga åt andra hållet, och Bruckner fick sin fjärde symfoni uppförd i Wien 1881 samt den sjunde 1885. Han blev 1886 riddare av kejsar Franz-Joseph-Orden och fick ett kejserligt stipendium. Något senare fick Bruckner årligt understöd av staten. Han pensionerades som professor vid konservatoriet, och slutligen gav kejsaren honom äran att få bo på det kejserliga Schloss Belvedere där han levde stilla och tillbakadraget de sista åren av sitt liv.
Bruckner avled under arbetet med sin nionde symfoni tillägnad "den käre Gud i himmelen". Böjd över sitt arbetsbord drabbades han av hjärtinfarkt vid 72 års ålder.

## Utmärkelser
Asteroiden 3955 Bruckner är uppkallad efter honom.

## Symfonier
| I denna artikel     |
| används tonnamnen   |
| B♭ och H.           |
| Se olika skrivsätt. |

- Symfoni nr 00 f-moll, WAB 99 (1863) Studiesymfoni
- Symfoni nr 1 c-moll, WAB 101 (1866)
- Symfoni nr 0 d-moll, WAB 100 (1869) Nullte
- Symfoni nr 2 c-moll, WAB 102 (1872)
- Symfoni nr 3 d-moll, WAB 103 (1873)
- Symfoni nr 4 Ess-dur, WAB 104 (1874) Den romantiska
- Symfoni nr 5 Bb-dur, WAB 105 (1875)?
- Symfoni nr 6 A-dur, WAB 106 (1879–81)
- Symfoni nr 7 E-dur, WAB 107 (1881–83), skriven till Wagners minne.
- Symfoni nr 8 c-moll, WAB 108 (1884–87, reviderad 1888–90)
- Symfoni nr 9 d-moll, WAB 109 (1887–96), dedicerad till Den käre Gud i himmelen; sats 1–3 avslutade 1894. uppförda 1903.

Symfoni nr 9 har ofta uppförts antingen enbart med dessa tre satser eller avslutat av det stora Te Deum, en praxis som inte hade stöd av Bruckner själv annat än som en nödlösning. I det första uppförandet och utgåvan av symfonin var orkestreringen starkt retuscherad av dirigenten Ferdinand Löwe, som också stod på pulten vid uruppförandet. Löwe gav sken av att det var Bruckners egen version det rörde sig om, men den slutversion av de tre första satserna som Bruckner hade efterlämnat trycktes först av Brucknersällskapet 1934, och i en följevolym trycktes en del av skisserna till finalen.
En avslutad final som bygger på Bruckners omfattande skisser – delvis nyfunnet material – och delvis färdigorkestrerade partitur, men också innehåller en del självständigt gestaltat stoff, utfördes av Samale, Phillips, Cohrs och Mazzuca under 1980-talet (uruppförd i Linz 1991, reviderad 1996, utgiven på skiva med Westfalens symfoniorkester (Naxos) 2003).
I stort sett alla Bruckners större verk föreligger i flera versioner. Dels återvände Bruckner själv till verken, dels bearbetades de av elever som inte alltid förfor med den pietet man kunde ha väntat sig utan tydligt bearbetade Bruckners klangidéer. Bruckners egen orkestrering är djärvare och mera obeslöjad, den använder oväntade kombinationer av blåsare utan att stödja och bädda in dem med stråkar, något som var det normala i 1800-talets romantiska musiktänkande. Det finns ett tydligt inflytande från orgeln, där man kan ställa olika rena klangblock mot varandra från olika håll av orgelverket (Bruckner var en framträdande orgelimprovisatör redan innan han blev en nydanade tonsättare). Nowaks utgåvor från 40–50-talen återställde Bruckners egna sista godkända versioner.

## Större körverk
- Requiem d-moll för soli, kör. orgel och orkester, 1849
- Mässa (Missa Solemnis) B♭-dur, 1854
- Mässa nr 1 d-moll för soli, kör, orgel och orkester 1864, reviderad 1876 och 1881–82
- Mässa nr 2 e-moll för soli, kör och blåsorkester (utan orgel) 1866, reviderad 1869, 1876, 1882
- Mässa nr 3 f-moll för soli, kör, orgel och orkester, 1868, reviderad 1876–77, 1881, 1890–93
- Te Deum för soli, kör, orgel och orkester, 1881–84